# Duncan Waldron
| Odkryte planetoidy: 2 | Odkryte planetoidy: 2 |
| --------------------- | --------------------- |
| (3753) Cruithne       | 10 października 1986  |
| (5577) Priestley      | 21 listopada 1986     |

J. Duncan Waldron – szkocki fotograf i astrofotograf. W 1998 roku przeprowadził się wraz z rodziną do Australii. Obecnie (2016) pracuje jako astronom w planetarium.
W 1986 roku z Obserwatorium Siding Spring odkrył dwie planetoidy – (3753) Cruithne i (5577) Priestley.